# Patrick Schwaack
Patrick Schwaack (* 22. Oktober 1981 in Dachau) ist ein ehemaliger deutscher Volleyballspieler.
Nach der Saison 2009 beendete Schwaack seine Karriere als Volleyballprofi. Dabei kam er in zehn Jahren als Profi auf über 200 Erstligaspiele. Er spielte zuletzt in der Bundesliga für Generali Haching.

## Karriere
Schwaack spielte beim ASV Dachau, bevor er zu Generali Haching wechselte. Von Generali Haching wechselte Schwaack anschließend zum französischen Erstligisten Tourcoing Lille Métropole Volley-Ball. Anschließend wechselte Schwaack aus Frankreich zurück nach Unterhaching zur Generali Haching. Weitere Stationen seiner Karriere waren der Erstligist O.PE Rethymno Kreta in Griechenland und in Katar.
Schwaack nahm an zwei Militärweltmeisterschaften teil. Im Jahr 2002 wurde er mit dem Team der Bundeswehr Weltmeister, 2006 reichte es zum Vizeweltmeister.
Im Jahr 2012 war Schwaack Sieger der Snow Volleyball Tour 2012 im Snow Volleyball.